# Gobernador de Macao
El Gobernador de Macao (en portugués, Governador de Macau; en mandarín, 澳門總督) fue un oficial colonial portugués que dirigió la colonia portuguesa del Macao, antes de 1623 era una capitanía mayor. Fue reemplazado el 20 de diciembre de 1999 en la Transferencia de la soberanía de Macao a China por el oficial de la jefatura ejecutiva.

## Poderes del gobernador de Macao
El gobernador de Macao fue responsable del control local de la colonia. Para las relaciones externas e intervenciones militares necesitaba la aprobación del Gobierno de Lisboa.

## Lista de capitanes mayores y gobernador de Macao (1557–1999)[2]

### Capitanes mayores
| Nombre                             | Año       |
| ---------------------------------- | --------- |
| Francisco Martins                  | 1557–1558 |
| Leonel de Sousa                    | 1558–1559 |
| Rui Barreto                        | 1559–1560 |
| Manuel de Mendonça                 | 1560–1561 |
| Fernão de Sousa                    | 1561–1562 |
| Pêro Barreto Rolim                 | 1562–1563 |
| Diogo Pereira                      | 1563–1565 |
| João Pedro Pereira (governor)      | 1565–1566 |
| Simão de Mendonça (1ª vez)         | 1566–1567 |
| Tristão Vaz da Veiga (1ª vez)      | 1567–1568 |
| António de Sousa                   | 1568–1569 |
| Manuel Travassos                   | 1569–1571 |
| Tristão Vaz da Veiga (2ª vez)      | 1571–1572 |
| João de Almeida (1ª vez)           | 1572–1573 |
| António de Vilhena                 | 1573–1574 |
| Simão de Mendonça (2ª vez)         | 1574–1575 |
| Vasco Pereira                      | 1575–1576 |
| Domingos Monteiro (1ª vez)         | 1576–1579 |
| Leonel de Brito                    | 1579–1580 |
| Miguel da Gama                     | 1580–1581 |
| Inácio de Lima                     | 1581–1582 |
| João de Almeida (2ª vez)           | 1582–1583 |
| Aires Gonçalves de Miranda         | 1583–1585 |
| Francisco Pais                     | 1585–1586 |
| Domingos Monteiro (2ª vez)         | 1586–1587 |
| Jerónimo Pereira                   | 1587–1589 |
| ...                                | 1589      |
| Henrique da Costa                  | 1590–1591 |
| Roque de Melo Pereira              | 1591–1592 |
| Domingos Monteiro (3ª vez)         | 1592–1593 |
| Gaspar Pinto da Rocha              | 1593–1594 |
| ...                                | 1594      |
| Manuel de Miranda                  | 1595–1596 |
| Rui Mendes de Figueiredo           | 1596–1597 |
| ...                                | 1597      |
| Nuno de Mendonça                   | 1598–1599 |
| Paulo de Portugal                  | 1599–1603 |
| Gonçalo Rodrigues de Sousa         | 1603–1604 |
| João Caiado de Gamboa              | 1604–1605 |
| Diogo de Vasconcelos de Meneses    | 1605–1607 |
| André Pessoa                       | 1607–1609 |
| ...                                | 1609      |
| Pedro Martim Gaio                  | 1609–1611 |
| Miguel de Sousa Pimentel           | 1611–1612 |
| João Serrão da Cunha               | 1612–1614 |
| Martim da Cunha                    | 1614–1616 |
| Francisco Lopes Carrasco           | 1616–1617 |
| Lopo Sarmento de Carvalho (1ª vez) | 1617–1618 |
| António de Oliveira de Morais      | 1618–1619 |
| Jerónimo de Macedo de Carvalho     | 1619–1621 |
| Lopo Sarmento de Carvalho (2ª vez) | 1621–1623 |

### Gobernadores
| No. | Nombre                                                                  | Duración                 | Duración                 | Días  |
| No. | Nombre                                                                  | Inicio                   | Final                    | Días  |
| --- | ----------------------------------------------------------------------- | ------------------------ | ------------------------ | ----- |
| 1   | Francisco Mascarenhas                                                   | 7 de julio de 1623       | 19 de julio de 1626      | 1108  |
| 2   | Filipe Lobo y Jerónimo da Silveira (Cogobernanza)                       | 19 de julio de 1626      | 1 de diciembre de 1631   | 1961  |
| 3   | Manuel da Câmara de Noronha                                             | 1 de diciembre de 1631   | Agosto de 1636           | ~1705 |
| 4   | Domingos da Câmara de Noronha                                           | Agosto de 1636           | Agosto de 1638           | ~730  |
| 5   | Sebastião Lobo da Silveira                                              | Agosto de 1638           | Agosto de 1645           | ~2557 |
| 6   | Luís de Carvalho e Sousa                                                | Agosto de 1645           | Agosto de 1647           | ~730  |
| 7   | Diogo Coutinho Docem                                                    |                          |                          |       |
| 8   | João Pereira                                                            | Agosto de 1647           | Agosto de 1650           | ~1096 |
| 9   | João de Sousa Pereira                                                   | Agosto de 1650           | Agosto de 1654           | ~1461 |
| 10  | Manuel Tavares Bocarro                                                  | Agosto de 1654           | 22 de julio de 1664      | ~3643 |
| 11  | Manuel Borges da Silva                                                  | 22 de julio de 1664      | 31 de agosto de 1667     | 1135  |
| 12  | Álvaro da Silva                                                         | 31 de agosto de 1667     | 20 de julio de 1670      | 1054  |
| 13  | Manuel Borges da Silva                                                  | 20 de julio de 1670      | 20 de julio de 1672      | 731   |
| 14  | António Barbosa Lobo                                                    | 20 de julio de 1672      | 10 de diciembre de 1678  | 2334  |
| 15  | António de Castro Sande                                                 | 10 de diciembre de 1678  | 10 de diciembre de 1679  | 365   |
| 16  | Luís de Melo Sampaio                                                    | 10 de diciembre de 1679  | 10 de diciembre de 1682  | 1461  |
| 17  | Belchior do Amaral de Meneses                                           | 10 de diciembre de 1682  | 5 de julio de 1685       | 573   |
| 18  | António de Mesquita Pimentel                                            | 5 de julio de 1685       | 31 de julio de 1688      | 1122  |
| 19  | André Coelho Vieira                                                     | 31 de julio de 1688      | 21 de julio de 1691      | 1085  |
| 20  | Francisco da Costa                                                      | 21 de julio de 1691      | 23 de noviembre de 1693  | 856   |
| 21  | António da Silva e Melo                                                 | 23 de noviembre de 1693  | 21 de julio de 1694      | 240   |
| 22  | Gil Vaz Lobo Freire                                                     | 21 de julio de 1694      | 17 de agosto de 1697     | 1123  |
| 23  | Cosme Rodrigues de Carvalho e Sousa                                     | 17 de agosto de 1697     | 28 de septiembre de 1697 | 42    |
| —   | Consejo Municipal de Macao                                              | 28 de septiembre de 1697 | 9 de agosto de 1698      | 315   |
| 24  | Pedro Vaz de Sequeira                                                   | 9 de agosto de 1698      | 5 de agosto de 1700      | 726   |
| 25  | Diogo de Melo Sampaio                                                   | 5 de agosto de 1700      | 22 de julio de 1702      | 716   |
| 26  | Pedro Vaz de Sequeira                                                   | 22 de julio de 1702      | 15 de agosto de 1703     | 389   |
| 27  | José da Gama Machado                                                    | 15 de agosto de 1703     | 5 de agosto de 1706      | 1086  |
| 28  | Diogo do Pinho Teixeira                                                 | 5 de agosto de 1706      | 28 de julio de 1710      | 1453  |
| 29  | Francisco de Melo e Castro                                              | 28 de julio de 1710      | 11 de junio de 1711      | 318   |
| 30  | António de Sequeira de Noronha                                          | 11 de junio de 1711      | 18 de julio de 1714      | 1133  |
| 31  | Francisco de Alarcão Sotto-Maior                                        | 18 de julio de 1714      | 30 de mayo de 1718       | 1412  |
| 32  | António de Albuquerque Coelho                                           | 30 de mayo de 1718       | 9 de septiembre de 1719  | 467   |
| 33  | António da Silva Telo e Meneses                                         | 9 de septiembre de 1719  | 19 de agosto de 1722     | 1075  |
| 34  | Cristóvão de Severim Manuel                                             | 19 de agosto de 1722     | 6 de septiembre de 1724  | 749   |
| 35  | António Carneiro de Alcáçova                                            | 6 de septiembre de 1724  | 11 de agosto de 1727     | 1069  |
| 36  | António Moniz Barreto                                                   | 11 de agosto de 1727     | 18 de agosto de 1732     | 1834  |
| 37  | António de Amaral Meneses                                               | 18 de agosto de 1732     | 15 de enero de 1735      | 880   |
| 38  | João do Casal                                                           | 15 de enero de 1735      | 4 de agosto de 1735      | 201   |
| 39  | Cosme Damião Pinto Pereira                                              | 4 de agosto de 1735      | 25 de agosto de 1738     | 1117  |
| 40  | Diogo Pereira                                                           | 25 de agosto de 1738     | 25 de agosto de 1743     | 1826  |
| 41  | António de Mendonça Corte-Real                                          | 25 de agosto de 1743     | 30 de agosto de 1747     | 1466  |
| 42  | José Plácido de Matos Saraiva                                           | 30 de agosto de 1747     | 2 de agosto de 1749      | 703   |
| 43  | Diogo Fernandes Salema e Saldanha                                       | 2 de agosto de 1749      | 29 de julio de 1752      | 1092  |
| 44  | Rodrigo de Castro                                                       | 29 de julio de 1752      | 14 de julio de 1755      | 1080  |
| 45  | Francisco António Pereira Coutinho                                      | 14 de julio de 1755      | 1 de julio de 1758       | 1083  |
| 46  | Diogo Pereira de Castro                                                 | 1 de julio de 1758       | 4 de julio de 1761       | 1099  |
| 47  | António de Mendonça Corte-Real                                          | 4 de julio de 1761       | 14 de julio de 1764      | 1106  |
| 48  | José Plácido de Matos Saraiva                                           | 14 de julio de 1764      | 19 de agosto de 1767     | 1131  |
| 49  | Diogo Fernandes Salema e Saldanha                                       | 19 de agosto de 1767     | 29 de julio de 1770      | 1075  |
| 50  | Rodrigo de Castro                                                       | 29 de julio de 1770      | 26 de julio de 1771      | 362   |
| 51  | Diogo Fernandes Salema e Saldanha                                       | 26 de julio de 1771      | 27 de enero de 1778      | 2377  |
| 52  | Alexandre da Silva Pedrosa Guimarães                                    | 27 de enero de 1778      | 1 de agosto de 1778      | 186   |
| 53  | José Vicente da Silveira Meneses                                        | 1 de agosto de 1778      | 5 de enero de 1780       | 522   |
| 54  | António José da Costa                                                   | 5 de enero de 1780       | 28 de agosto de 1781     | 601   |
| 55  | Francisco de Castro                                                     | 28 de agosto de 1781     | 18 de agosto de 1783     | 692   |
| 56  | Bernardo Aleixo de Lemos e Faria                                        | 18 de agosto de 1783     | 21 de julio de 1788      | 1827  |
| 57  | Francisco Xavier de Mendonça Corte-Real                                 | 21 de julio de 1788      | 18 de julio de 1789      | 362   |
| 58  | Lázaro da Silva Ferreira y Manuel António Costa Ferreira (Cogobernanza) | 18 de julio de 1789      | 29 de julio de 1790      | 376   |
| 59  | Vasco Luís Carneiro de Sousa e Faro                                     | 29 de julio de 1790      | 27 de julio de 1793      | 1094  |
| 60  | José Manuel Pinto                                                       | 27 de julio de 1793      | 8 de agosto de 1797      | 1473  |
| 61  | Cristóvão Pereira de Castro                                             | 8 de agosto de 1797      | 8 de agosto de 1800      | 1095  |
| 62  | José Manuel Pinto                                                       | 8 de agosto de 1800      | 8 de agosto de 1803      | 1095  |
| 63  | Caetano de Sousa Pereira                                                | 8 de agosto de 1803      | 8 de agosto de 1806      | 1096  |
| 64  | Bernardo Aleixo de Lemos e Faria                                        | 8 de agosto de 1806      | 26 de diciembre de 1808  | 871   |
| 65  | Lucas José de Alvarenga                                                 | 26 de diciembre de 1808  | 19 de julio de 1810      | 570   |
| 66  | Bernardo Aleixo de Lemos e Faria                                        | 19 de julio de 1810      | 19 de julio de 1814      | 1461  |
| 67  | Lucas José de Alvarenga                                                 | 19 de julio de 1814      | 19 de julio de 1817      | 1096  |
| 68  | José Osório de Castro de Albuquerque                                    | 19 de julio de 1817      | 19 de agosto de 1822     | 1857  |
| 69  | Mayor Paulino da Silva Barbosa                                          | 19 de agosto de 1822     | 23 de septiembre de 1823 | 400   |
| —   | Consejo Municipal                                                       | 23 de septiembre de 1823 | 28 de julio de 1825      | 674   |
| 70  | Joaquim Mourão Garcez Palha                                             | 28 de julio de 1825      | 15 de noviembre de 1827  | 840   |
| —   | Consejo Municipal                                                       | 15 de noviembre de 1827  | 7 de julio de 1830       | 965   |
| 71  | João Cabral de Estefique                                                | 7 de julio de 1830       | 3 de julio de 1833       | 1092  |
| 72  | Bernardo José de Sousa Soares Andrea                                    | 3 de julio de 1833       | 22 de febrero de 1837    | 1330  |
| 73  | Adrião Acácio da Silveira Pinto                                         | 22 de febrero de 1837    | 3 de octubre de 1843     | 2414  |
| 74  | José Gregório Pegado                                                    | 3 de octubre de 1843     | 21 de abril de 1846      | 931   |
| 75  | João Maria Ferreira do Amaral                                           | 21 de abril de 1846      | 22 de agosto de 1849     | 1219  |
| —   | Consejo Municipal                                                       | 22 de agosto de 1849     | 30 de mayo de 1850       | 281   |
| 76  | Pedro Alexandrino da Cunha                                              | 30 de mayo de 1850       | 7 de julio de 1850       | 38    |
| —   | Consejo Municipal                                                       | 7 de julio de 1850       | 3 de febrero de 1851     | 211   |
| 77  | Francisco António Gonçalves Cardoso                                     | 3 de febrero de 1851     | 19 de noviembre de 1851  | 289   |
| 78  | Isidoro Francisco Guimarães                                             | 19 de noviembre de 1851  | 22 de junio de 1863      | 4233  |
| 79  | José Rodrigues Coelho do Amaral                                         | 22 de junio de 1863      | 26 de octubre de 1866    | 1222  |
| 80  | José Maria da Ponte e Horta                                             | 26 de octubre de 1866    | 3 de agosto de 1868      | 647   |
| 81  | António Sérgio de Sousa                                                 | 3 de agosto de 1868      | 23 de marzo de 1872      | 1328  |
| 82  | Januário Correia de Almeida                                             | 23 de marzo de 1872      | 7 de diciembre de 1874   | 989   |
| 83  | José Maria Lobo de Ávila                                                | 7 de diciembre de 1874   | 31 de diciembre de 1876  | 755   |
| 84  | Carlos Eugénio Correia da Silva                                         | 31 de diciembre de 1876  | 28 de noviembre de 1879  | 1062  |
| 85  | Joaquim José da Graça                                                   | 28 de noviembre de 1879  | 23 de abril de 1883      | 1242  |
| 86  | Tomás de Sousa Rosa                                                     | 23 de abril de 1883      | 7 de agosto de 1886      | 1202  |
| 87  | Firmino José da Costa                                                   | 7 de agosto de 1886      | 5 de febrero de 1889     | 913   |
| 88  | Francisco Teixeira da Silva                                             | 5 de febrero de 1889     | 16 de octubre de 1890    | 618   |
| 89  | Custódio Miguel de Borja                                                | 16 de octubre de 1890    | 24 de marzo de 1895      | 1620  |
| 90  | José Maria de Sousa Horta e Costa                                       | 24 de marzo de 1895      | 12 de mayo de 1897       | 780   |
| 91  | Eduardo Augusto Rodrigues Galhardo                                      | 12 de mayo de 1897       | 12 de agosto de 1900     | 1187  |
| 92  | José Maria de Sousa Horta e Costa                                       | 12 de agosto de 1900     | 17 de diciembre de 1902  | 857   |
| 93  | Arnaldo de Novais Guedes Rebelo                                         | 17 de diciembre de 1902  | 10 de diciembre de 1903  | 358   |
| —   | Consejo Municipal                                                       | 10 de diciembre de 1903  | 5 de abril de 1904       | 117   |
| 94  | Martinho Pinto de Queirós Montenegro                                    | 5 de abril de 1904       | 6 de abril de 1907       | 1230  |
| 95  | Pedro de Azevedo Coutinho                                               | 6 de abril de 1907       | 18 de agosto de 1908     | 401   |
| 96  | José Augusto Alves Roçadas                                              | 18 de agosto de 1908     | 22 de septiembre de 1909 | 451   |
| 97  | Eduardo Augusto Marques                                                 | 22 de septiembre de 1909 | 17 de diciembre de 1910  | 209   |
| 98  | Álvaro de Melo Machado                                                  | 17 de diciembre de 1910  | 14 de julio de 1912      | 731   |
| 99  | Aníbal Augusto Sanches de Miranda                                       | 14 de julio de 1912      | 10 de junio de 1914      | 783   |
| 100 | José Carlos da Maia                                                     | 10 de junio de 1914      | 5 de septiembre de 1916  | 731   |
| 101 | Manuel Ferreira da Rocha y Agostinho Vieira de Matos (Cogobernanza)     | 5 de septiembre de 1916  | 12 de octubre de 1918    | 767   |
| 102 | Artur Tamagnini de Sousa Barbosa                                        | 12 de octubre de 1918    | 23 de agosto de 1919     | 315   |
| 103 | Henrique Monteiro Correia da Silva                                      | 23 de agosto de 1919     | 5 de enero de 1922       | 1152  |
| 104 | Rodrigo José Rodrigues                                                  | 5 de enero de 1922       | 18 de octubre de 1925    | 1096  |
| 105 | Manuel Firmino de Almeida Maia Magalhães                                | 18 de octubre de 1925    | 8 de diciembre de 1926   | 416   |
| 106 | Artur Tamagnini de Sousa Barbosa                                        | 8 de diciembre de 1926   | 30 de marzo de 1931      | 1573  |
| 107 | Joaquim Anselmo de Mata Oliveira                                        | 30 de marzo de 1931      | 21 de junio de 1932      | 449   |
| 108 | António José Bernardes de Miranda                                       | 21 de junio de 1932      | 11 de abril de 1937      | 1755  |
| 109 | Artur Tamagnini de Sousa Barbosa                                        | 11 de abril de 1937      | 29 de octubre de 1940    | 1297  |
| 110 | Gabriel Maurício Teixeira                                               | 29 de octubre de 1940    | 1 de septiembre de 1947  | 2498  |
| 111 | Albano Rodrigues de Oliveira                                            | 1 de septiembre de 1947  | 23 de noviembre de 1952  | 1910  |
| 112 | Joaquim Marques Esparteiro                                              | 23 de noviembre de 1952  | 8 de marzo de 1957       | 1566  |
| 113 | Pedro Correia de Barros                                                 | 8 de marzo de 1957       | 18 de septiembre de 1959 | 924   |
| 114 | Jaime Silvério Marques                                                  | 18 de septiembre de 1959 | 17 de abril de 1962      | 1164  |
| 115 | António Lopes dos Santos                                                | 17 de abril de 1962      | 25 de noviembre de 1966  | 1461  |
| 116 | José Manuel de Sousa e Faro Nobre de Carvalho                           | 25 de noviembre de 1966  | 19 de noviembre de 1974  | 2916  |
| 117 | José Eduardo Martinho Garcia Leandro                                    | 19 de noviembre de 1974  | 27 de noviembre de 1979  | 1834  |
| 118 | Nuno Viriato Tavares de Melo Egídio                                     | 28 de noviembre de 1979  | 16 de junio de 1981      | 566   |
| 119 | Vasco de Almeida e Costa                                                | 16 de junio de 1981      | 14 de mayo de 1986       | 1793  |
| 120 | Joaquim Pinto Correia                                                   | 15 de mayo de 1986       | 9 de julio de 1987       | 420   |
| 121 | Carlos Montez Melancia                                                  | 9 de julio de 1987       | 23 de abril de 1991      | 1384  |
| 122 | Vasco Joaquim Rocha Vieira                                              | 23 de abril de 1991      | 19 de diciembre de 1999  | 3162  |